# Giovanni Maria Radino
Giovanni Maria Radino (milieu du XVIe siècle – après 1607) est un compositeur et organiste italien.

## Biographie
Il semble avoir passé sa jeunesse en Carinthie au service de la famille du comte de Frankenburg. Selon Tebaldini, il concourt avec succès au poste d'organiste à la capella de San Antonio de Padoue en 1579. La page de titre de son Primo libro d'intavolatura di balli d'arpicordo (1592), le présente comme organiste de San Giovanni di Verdara poste qu'il garde jusqu'en 1598, lorsque son anthologie, Madrigali de diversi est publiée.
La plus importante contribution à la musique de Radino est son Primo libro d'intavolatura d'arpicordo, première série de danses où l'édition spécifie le clavecin. Une version arrangée pour le luth paraît juste après comme Intavolatura di balli per sonar al liuto. Chacun de ces recueils contient un passamezzo coupé avec une gaillarde, deux paduanas et quatre gaillardes séparées. Certaines pièces diffèrent quelque peu : dans la version pour luth du passamezzo, l'ordre des variations est modifié et l'on en trouve une supplémentaire. Si dans son recueil de danses son prédécesseur, Marco Facoli, n'use que d'accords pleins pour son accompagnement, Radino introduit parfois des imitations entre les deux mains et laisse même à la main gauche la voix principale. Radino est donc une importante étape du clavier en Italie.

## Œuvre
- Il primo libro d'intavolatura di balli d'arpicordo (1592)
- Le même arrangé pour luth : Intavolatura di balli per sonar al liuto (1592)
- En tant qu'éditeur : Madrigali de diversi a quattro voci raccolti da Gio. Maria Radino organista in San Giovanni in Verdare di Padoa & novamente posti in luce (Venise 1598 chez Ricardo Amadino)
  - Dialogue-madrigal, d'Eugenia almi pastori, à huit voix de Radino.

## Liens contextuels
- Histoire du clavecin
- Arpicordo